# HD56748
HD56748 — хімічно пекулярна зоря спектрального класу A0, що має видиму зоряну величину в смузі V приблизно  8,8.
Вона  розташована на відстані близько 962,1 світлових років від Сонця.

## Пекулярний хімічний склад
Зоряна атмосфера HD56748 має підвищений вміст 
Si
.